# 伊登河 (法夫)

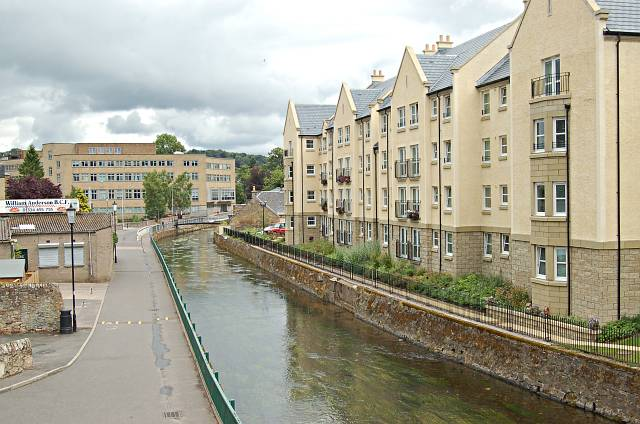
庫珀的伊登河

伊登河（英語：River Eden）是一條位於蘇格蘭法夫的河流，是法夫兩條主要河流的其中一條，長近30英里（48），落差為300英尺（91）。河流發源地在珀斯-金罗斯邊界，然後流經法夫低地，接著是流經庫珀和加德布里奇，在伊登河口灣流入至北海。
2000年7月28日，伊登河口灣與泰灣一起列入濕地公約。